# Alexandre Iermolov
Pour les articles homonymes, voir Iermolov.
Alexandre Petrovitch Iermolov (en russe : Александр Петрович Ермолов ; 1754 - 24 mars 1835), est un général russe. Il fut le favori et l'amant de la Grande Catherine.

## Biographie
Iermolov fut présenté à Catherine par Grigori Potemkine, testé par Anna Protassova et devint l'amant de Catherine en 1785. Il collabora avec les ennemis de Potemkine et tenta de faire enlever Potemkine, perdant ainsi son poste.
Il se rendit à Paris dans les dernières années de 1780 et passa le reste de sa vie au château de Frohsdorf. Il épousa en 1790 la princesse Elizabeth Galitzine, fille du prince Mikhaïl Mikhaïlovitch Galitzine et petite-fille d'Alexandre Grigorievitch Stroganov. Son fils, Michel Yermoloff, général-major, premier aide de camp du grand-duc Michel Pavlovitch de Russie, épousa la fille du général Antoine Charles Louis de Lasalle, et son fils Fiodor épousa la fille du général Nikolaï Grigorievitch Chtcherbatov.